# Clair Obscur (groupe)
Pour les articles homonymes, voir Clair-obscur (homonymie).
Clair Obscur est un groupe de cold wave français, originaire de Creil, dans l'Oise. 

## Biographie
Le groupe est formé en 1981 à Creil, dans l'Oise. Bien que représentatif de la scène française cold wave des années 1980 et 1990, il se veut inclassable, composant aussi bien de la musique d'avant-garde industrielle que de la musique pour orchestre de chambre ou de la chanson pop rock.
L'émergence du groupe est liée au mouvement des radios libres, à l'essor de l'autoproduction cassette DIY et de labels indépendants comme V.I.S.A. Leurs spectacles associent dès le départ musique et performance visuelle. Jean-François Bizot écrit alors dans Actuel : « C’est du rock Artaud. Théâtre de la cruauté[réf. nécessaire]. » Dada les inspire également. Ils se produisent dans des lieux aussi divers que l'usine Pali-Kao, le Cirque d'hiver, l’École des Beaux-arts de Paris ou le Théâtre Déjazet.
L'album The Pilgrim's Progress (1985) est enregistré en live à Paris, produit par le label All the Madmen, et distribué par Rough Trade. Après le départ de Thierry Damerval en 1989, Clair Obscur évolue vers une forme de chansons et de concerts pop rock plus conventionnelle.
En mars 2004, Clair Obscur est réactivé par Nicolas et Christophe Demarthe, et ses albums sont réédités par le label Infrastition. Cette même année, le groupe participe à une soirée hommage à Jacques Perdereau, animateur de l'émission Epsilonia sur Radio libertaire, et se relance dans une veine musicale plus froide et sombre, offrant comme une synthèse de ses deux premières périodes.
Le groupe apparaît dans des compilations de cold wave, en particulier avec le morceau The Pilgrim's Progress sur la compilation Transmission 81-89 The French Cold Wave distribué en 2005 par le magazine britannique NME. En 2009, le groupe sort son dernier album en date, We Gave a Party for the Gods and the Gods All Came,.

## Discographie
- 1982 : La Cassette noire
- 1983 : Santa Maria/Toundra
- 1984 : Dansez

- 1986 : Smurf in the Gulag
- 1988 : In Out (réédition CD en 1995)
- 1988 : Play  (réédition CD en 1995)
- 1992 : Sans-titre
- 1994 : Rock
- 1995 : A Collection of Isolated Tracks
- 1996 : Antigone
- 1999 : Nulle aide (sous le nom de groupe "CO2")
- 2007 : C.O.I.T.
- 2009 : We Gave a Party for the Gods and the Gods All Came